# Ernst Krieck

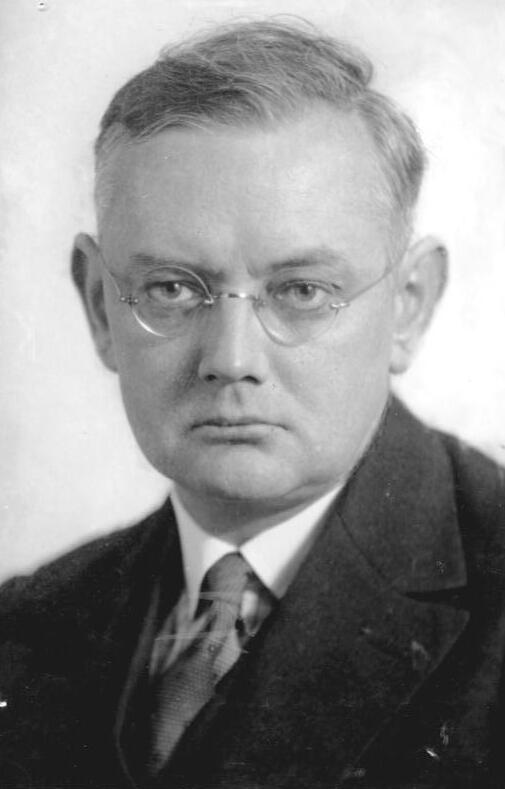
Ernst Krieck, 1930

Ernst Krieck (* 6. Juli 1882 in Vögisheim; † 19. März 1947 in Moosburg an der Isar) war ein deutscher Lehrer, Schriftsteller und Professor. Er gilt neben Alfred Baeumler als führender nationalsozialistischer Erziehungswissenschaftler.

## Leben
An der Biografie Kriecks fällt auf, dass er ohne Abitur Hochschullehrer wurde. Als Arbeiterkind – sein Vater war Maurer und Kleinbauer –,  hatte er nicht die Möglichkeit, das Gymnasium zu besuchen. Die Ausbildung zum Volksschullehrer war für ihn die einzige Möglichkeit, zu einer höheren Bildung zu gelangen. 
Nach Abschluss der Realschule ging Krieck daher auf das Lehrerseminar Karlsruhe. Während der folgenden Tätigkeit als Volksschullehrer begann Krieck, das herrschende Schulsystem als mechanisch und zu bürokratisch zu kritisieren. Krieck bildete sich in dieser Zeit autodidaktisch weiter.
Im Jahre 1910 erschien sein erstes literarisches Werk Persönlichkeit und Kultur. 1917 veröffentlichte Krieck Die deutsche Staatsidee, 1920 Die Revolution der Wissenschaft und schließlich 1922 Philosophie der Erziehung, das als sein wichtigstes Buch gilt. Für dieses Buch erhielt er die Ehrendoktorwürde der Ruprecht-Karls-Universität Heidelberg.
Nach vier weiteren Jahren als freier Schriftsteller wurde Krieck 1928 an die Pädagogische Akademie in Frankfurt am Main berufen. Bis Ende der 1920er Jahre vertrat er traditionelle Ansichten der liberalen Lehrerschaft, in Auseinandersetzung mit der Schulpolitik von SPD, Zentrumspartei und katholischer Kirche, vollzog dann aber eine Wendung. 1931 wurde er Mitglied im völkisch gesinnten, antisemitischen Kampfbund für deutsche Kultur. Nachdem er bei der Sonnwendfeier im Jahr 1931 ein „Heil auf das Dritte Reich“ ausgerufen hatte, wurde er an die Pädagogische Akademie Dortmund strafversetzt. Vor allem im Ruhrgebiet trat er nun häufig als politischer Redner auf. Zum 1. Januar 1932 trat er der NSDAP bei (Mitgliedsnummer 710.670) und schloss sich dem Nationalsozialistischen Lehrerbund an. Wegen weiterer NS-Agitation wurde er 1932 als Professor suspendiert. Vor der Reichstagswahl Juli 1932 beteiligte er sich an Wahlveranstaltungen.
Nach der „Machtergreifung“ der Nationalsozialisten wurde er als einziger Kandidat aufgrund eines ministeriellen Erlasses vom 21. April am 26. April 1933 zum Rektor der Universität Frankfurt gewählt. Erst am Tag zuvor war er zum Professor für Pädagogik und Philosophie ernannt worden. Er war der erste Nationalsozialist, der Rektor einer deutschen Universität wurde. Nach seiner Wahl erklärte er, die „alte Kluft zwischen Volkstum und Universität [sei] endlich überbrückt.“ Seine Wahl sei der Beginn eines Bundes „zwischen dem Führer der Stadt, der Leitung der NSDAP und dem Führer der Universität“. Er kündigte die aggressive Säuberung und Gleichschaltung der Universität an: „Es ist unser gemeinsames Ziel, aus der Stadt Frankfurt eine Hochburg des deutschen Geistes zu machen. Wir schreiten einer neuen Kultur entgegen, der vom Nationalsozialismus und seinem Führer mit der politischen Revolution die Bahn gebrochen ist (…).“ Eine der ersten Maßnahmen war die öffentliche Bücherverbrennung auf dem Römerberg am 10. Mai 1933.
Krieck wurde Herausgeber der neuen Zeitschrift Volk im Werden, welche von 1933 bis 1943 etwa zweimonatlich erschien und der Darstellung nationalsozialistischer Ideen der Pädagogik dienen sollte. In dieser Zeitschrift veröffentlichte auch Krieck viele Artikel. Im Jahr 1934 wurde in dieser Zeitschrift auch ein Vortrag Viktor von Weizsäckers über „ärztliche Aufgaben“ abgedruckt, den dieser im Dezember 1933 auf Einladung Martin Heideggers, der zu diesem Zeitpunkt Rektor der Universität Freiburg war, gehalten hatte. Wie die Publikation von Weizsäckers zustande kam, ist nicht genau geklärt. 1934 ging Krieck an die Ruprecht-Karls-Universität Heidelberg, an der er einen Lehrstuhl für Philosophie und Pädagogik übernahm und im Sommer 1936 zusammen mit Bernhard Rust offiziell-programmatisch in Erscheinung trat. Seit 1934 arbeitete er auch im Sicherheitsdienst des Reichsführers SS mit (SS-Nummer 107.221) und leistete für diesen in der Sektion Wissenschaft Spitzeldienste. 1935 wurde er im NS-Dozentenbund Gaudozentenführer in Baden. Von April 1937 bis Oktober 1938 war er Rektor der Universität. Die von ihm als Lebenswerk und „Kernstück“ seiner Weltanschauungslehre angesehene „Völkisch-Politische Anthropologie“ aus den Jahren 1936 bis 1938 löste eine heftige Kontroverse mit den NS-Rassetheoretikern aus – allen voran mit Wilhelm Hartnacke, woraufhin Krieck alle Partei- und akademischen Ämter niederlegte. 1938 trat er aus der SS aus und wurde ehrenvoll im Rang eines SS-Obersturmbannführers verabschiedet. Seinen Lehrstuhl in Heidelberg behielt er bis zum Ende des Zweiten Weltkriegs.
Im Jahre 1939 wurde Krieck Mitarbeiter am antisemitischen Institut zur Erforschung und Beseitigung des jüdischen Einflusses auf das deutsche kirchliche Leben. Zusätzlich wurde er Ehrenmitglied im Reichsinstitut für Geschichte des Neuen Deutschlands. 1944 wurde er in die Führung des NS-Dozentenbunds berufen.
Nach dem Ende des Zweiten Weltkriegs wurde Krieck von der US-amerikanischen Besatzungsmacht aus dem Hochschuldienst entlassen und in Moosburg an der Isar im Civilian Internment Enclosure No. 6 interniert; er verstarb am 19. März 1947 in der Haft.
Als überzeugtem Nationalsozialisten und Parteimitglied noch aus der Zeit vor der „Machtergreifung“ war es Krieck möglich, über die Lehrerausbildung in höhere Positionen berufen zu werden. Bis 1937/38 erlangte er innerhalb des nationalsozialistischen Wissenschaftssystems eine erstaunliche Machtfülle. In den folgenden Jahren verlor er diesen Einfluss aber zu großen Teilen wieder und wurde zunehmend zu einem unzufriedenen Außenseiter am Rande des Geschehens. In der wissenschaftlichen Literatur wird er zu den gescheiterten Vordenkern des Nationalsozialismus gerechnet.

## Werk

### „Philosophie der Erziehung“
Kriecks Vorstellungen über Erziehung, die er in diesem Buch beschreibt, waren damals sehr ungewöhnlich. Er beabsichtigte die „planmäßige Einwirkung der Älteren auf die Jugend zu zerbrechen […]“. Entscheidend an der „richtigen“ Erziehung sei die Art und Weise, wie Kinder in sozialen Gemeinschaften aufwachsen. Sie sei mehr als planmäßig gesetzte Ausbildung und deshalb „funktional“. Weil sie stets da vollzogen werde, wo bestimmte Formen des Gemeinschaftslebens auf das Kind einwirken und es formen, stehe sie im Gegensatz zum „intentionalen“ Vorgehen von Schule und Eltern. Mit dieser Theorie wandte er sich gegen die allgemein gültigen Vorstellungen der 1920er Jahre, dass Erziehung rational in Schule und Universität stattzufinden habe. Er entwarf ein Drei–Schicht–Modell, in dem „funktionale“ Erziehung ablaufen sollte: „Die unterste Schicht erzieherischer Faktoren besteht aus den unbewussten Wirkungen, Bindungen und Beziehungen von Mensch zu Mensch. Sie bilden den Untergrund des Gemeinschaftslebens, die unmittelbarste und stärkste Bindung im organischen Gefüge […].“ Die zweite Schicht befinde sich auf der Ebene des bewussten sozialen Handelns beispielsweise in der Familie oder am Arbeitsplatz. Krieck schrieb dazu: „[…] von jeder Wechselwirkung gehen auf die Beteiligten erzieherische Wirkungen aus, auch wenn diese Wirkungen weder beabsichtigt sind noch auch bewusst werden. Die Menschen werden sich darin zu gegenseitig bildenden Mächten. […] Wenn zwei Menschen an einem Geschäft oder an einer Arbeit teilnehmen, so wirken sie beständig durch Übereinstimmung oder Gegensatz erzieherisch aufeinander.“ Vereinfacht lässt sich daraus das Prinzip „Alle erziehen alle“ ableiten. Erst in der dritten Schicht finde eine rational organisierte Erziehung statt, der konkrete Absichten, Methoden und Zwecke zugrunde liegen. Alle drei Schichten seien gleichrangig und abhängig voneinander. Grundsätzlich habe das gesamte soziale und gesellschaftliche Leben eine erzieherische Implikation. Hier stoßen wir auf einen wesentlichen Begriff der Krieck’schen Erziehungstheorie, nämlich den der „Gemeinschaft“. Da jeder Mensch Mitglied von Gemeinschaften ist, wird er auch nach der jeweiligen Typenerwartung erzogen und trägt seinerseits zur Erziehung anderer bei. Die höchste Form der Gemeinschaft sei das „Volk“, zu dem alle in einem Gliedschaftsverhältnis stehen. In diesem Zusammenhang unterscheidet Krieck vier Formen der wechselseitigen „Fremderziehung“:
1. Die Gemeinschaft erzieht die Glieder.
2. Die Glieder erziehen einander.
3. Die Glieder erziehen die Gemeinschaft.
4. Die Gemeinschaft erzieht die Gemeinschaft.

Dazu muss gesagt werden, dass Krieck nicht jede Einheit als Gemeinschaft anerkennt. Zur Erklärung dieser Erziehungsformen wählt Giesecke das Beispiel der Familie: Die Familie als Gemeinschaft erzieht ihre Glieder, z. B. die Kinder. Diese erziehen sich untereinander und durch ihre Vorstellungen auch die Familie als Gemeinschaft. Die Gemeinschaften erziehen andere Gemeinschaften, z. B. Nachbarfamilien. Des Weiteren werden zwei Formen der „Selbsterziehung“ beschrieben:
1. Die Gemeinschaft erzieht sich selbst.
2. Der Einzelne erzieht sich selbst.

Unbeantwortet bleibt die Frage, wie sich Gemeinschaften selbst erziehen können, wenn dies nicht mindestens durch die Initiative ihrer Mitglieder geschieht. Mit der individuellen „Selbsterziehung“ ist die Leistung gemeint, die der Einzelne erbringt, indem er sich seine eigene Version aus den unterschiedlichen Erziehungsansprüchen verschafft und versucht, diese zu erfüllen.
An die Stelle der eigentlichen Erziehung tritt bei Krieck die „Zucht“. Sie sei ein Prozess der kollektiven Einfügung des Menschen. Gemeint ist dabei die Formung eines Individuums innerhalb einer Gemeinschaft durch feste Wertevorstellung und einen genormten Evolutionsgang. Das Ziel sei die Entwicklung zu einem festgelegten „Typen“. Nur das dem „Typus“ angeglichene Individuum werde ein „vollwertiges Glied“ der Gemeinschaft und sei Ergebnis des Formungs- und Zuchtprozesses.

### „Nationalpolitische Erziehung“
Krieck trat am 1. Januar 1932 in den NS-Lehrerbund ein. Seine erziehungswissenschaftlichen Vorstellungen wurden besonders in dem Werk „Nationalpolitische Erziehung“ deutlich. Krieck fordert darin eine „Politisierung“ der Wissenschaften. Aufgrund der gegenwärtigen Notlage Deutschlands müssten nun alle Bestrebungen auf die Vorlage produktiver Perspektiven gerichtet sein. In der Einleitung dieser Abhandlung steht: „Das Zeitalter der ‚reinen Vernunft‘, der ‚voraussetzungslosen‘ und ‚wertfreien‘ Wissenschaft ist beendet.“ Krieck sieht „politische Gegner“ vorrangig unter Anhängern des Liberalismus, Individualismus und Pazifismus. Der neue Träger der „politischen“ Wissenschaft sei die nationalsozialistische Bewegung selbst. Forderte er in seinen bisherigen Werken, dass die Erziehungswissenschaft die Erziehungswirkung auf die Gemeinschaft beschreiben solle, so erklärt er nun die pädagogische Bedeutung der NS-Massenbewegung.
Die Gemeinschaft solle wieder so geordnet werden, dass das „Volk“ erneut als „organische“ Totalität erscheint und sich die einzelnen Angehörigen als „Glieder“ verstehen. Als „Zuchtmeister“ solle der Staat das ganze Volk zur bewussten Teilhabe an dieser Aufgabe heranziehen. Hier wird eine Grundintention der nationalsozialistischen Ideologie deutlich, die die „Bewegung“ erst durch die umgestaltete Erziehung der Jugend verwirklicht sieht. Des Weiteren wird die Emanzipation der Frau verurteilt. Sie gehöre in die Familie und habe im öffentlichen Leben nichts verloren. „Die politische Amazone, das Symbol femininer Zeitalter“ erscheint als „Karikatur auf Mannheit und Weibheit gleichzeitig“.
Im zweiten Teil seiner „Nationalpolitischen Erziehung“ entwickelt Krieck ein Konzept von Schule und Bildung als Gegenentwurf zur Reformpädagogik. Beides unterliege einem Reformbedarf, der nur von der „völkischen“ Gemeinschaft initiiert werden kann. Schule stellt für Krieck weiterhin keinen Ort dar, in dem Werte, Normen und Ziele vermittelt werden, sondern: „Das Prinzip der völkischen Schulreform heißt: Einordnen, Eingliedern nach allen Seiten hin, damit aus der organischen Bindung die Bildung wachsen kann.“
Ein anderer wesentlicher Aspekt seines Werkes ist der Begriff der „Rasse“, die als mythisches Symbol glorifiziert wird: „Rasse bekundet sich als eine Lebensordnung, die Haltung, Willensrichtung und Geschichte durchwirkende Macht, die sich aus dem Instinkt, dem Lebensgefühl […] offenbart und sich damit […] zur Aufgabe erhebt.“ Der Begriff müsse stets mit der politischen Zielsetzung verbunden werden und werde durch die herrschende Schicht definiert. Sie diene der Bildung und Erziehung des neuen Menschen: „Aus der allgemeinen Vermischung und Vermanschung des liberalen Zeitalters wird ein rassestarkes Menschentum ausgelesen und hochgezüchtet als Rückgrat des werdenden Volkes und tragende Schicht des nationalen Gesamtstaates.“ Das Führerprinzip scheint für Krieck die Garantie dafür, eventuell unvermeidliche Spannungen, die durch den Umbruch entstehen könnten, zu kompensieren. Nur dieses Dogma könnte in einem solchen Fall die Bewegung zusammenhalten.
Der kommerzielle Erfolg dieses Buches – bis 1941 wurden 80.000 Exemplare verkauft – lässt sich laut Giesecke einerseits dadurch erklären, dass Kriecks darin geäußerte scharfe Kritik an der Weimarer Republik in der deutschen Bevölkerung auf ein breites Echo stieß, andererseits knüpfte man die Hoffnung auf Besserung der allgemeinen Lage an die NS-Bewegung. Dennoch blieb Krieck viele Erklärungen für seine Denkansätze schuldig. Der Forderung nach grundlegenden Umwandlungen der Erziehung liegen keine Lösungsansätze zugrunde. Er sieht die Antworten in der Bewegung des Nationalsozialismus. Denn dieser „[...] hat also die aus den Instinkten seiner Führer in Anwendung gebrachten Elementarmittel und Methoden der Massenerregung und Massenbewegung auszubauen zu einer allgemeinen Zuchtform, einem Übungssystem, das im ganzen Volk [...] das Rassebewusstsein zum Höchstmaß entfaltet [...].“ Im Gegensatz zu seiner „Philosophie der Erziehung“ hatte dieses Werk unverkennbare Züge einer politischen Kampfschrift.
Seine Einstellung zur Religion beschrieb er 1943 in dem Buch Heil und Kraft: ‚Jede Religion stammt aus Asien; Religion ist uns art- und sinnfremd … Artgemäß und zielgerecht ist uns Germanen der lebendige Gott- und Schicksalsglaube‘.

## Auszeichnungen
- 1942: Goethe-Medaille für Kunst und Wissenschaft[20]
- Kriegsverdienstkreuz Zweiter Klasse[20]

## Schriften (Auswahl)
- Philosophie der Erziehung. Eugen Diederichs, Jena 1922, archive.org
- Völkischer Gesamtstaat und nationale Erziehung. Bündischer Verlag, Heidelberg 1932.
- Nationalpolitische Erziehung. Armanen, Leipzig 1932
- Die deutsche Staatsidee. Armanen, Leipzig 1934.
- Radikale Umwandlung der Wissenschaft! Rede bei der Immatrikulation im Sommersemester 1934. Der Heidelberger Student v. 2. Juni 1934, S. 1
- Grundriß der Erziehungswissenschaft. Fünf Vorträge. Quelle & Meyer, Leipzig 1936.
- Völkisch-politische Anthropologie (Reihe, 3 Bände). Armanen, Leipzig 1936–1938
- Volkscharakter und Sendungsbewußtsein. Politische Ethik des Reichs. Schriften beim Reichsinstitut für Geschichte des neuen Deutschlands. Armanen, Leipzig 1940
- als Herausgeber: Volk im Werden. Kulturpolitische Zeitschrift. (UT auch: Zweimonatsschrift; anfangs auch: Zeitschrift für Erneuerung der Wissenschaften.) Armanen, Leipzig, 1933–1942 (zuerst 1932 als Einzeltitel: E. K., Volk im Werden. Stalling Bücherei: Schriften an die Nation, 38. Verlag Gerhard Stalling, Oldenburg)
  - Heft 7: Von deutscher Art und Wissenschaft. Sonderheft der Heidelberger Studentenschaft zum 550jährigen Universitätsjubiläum. o. Verf., ebd. 1936
  - Als angeblicher Hrsg., jedoch Tarnschrift: Volk im Werden. Armanen, Leipzig 1936.[21]
  - Sammelband: E. K., Wissenschaft, Weltanschauung, Hochschulreform. ebd. 1934[22]

## Nachlass
Im Universitätsarchiv Heidelberg liegt der Nachlass von Ernst Krieck und seiner Tochter Ilse Krieck. Er besteht aus Fotoalben, Einzelbildern, einer Büste von Ernst Krieck, Korrespondenz sowie fünf Schellackplatten bespielt mit einer Rede von Ernst Krieck.